# Kenneth Gyang
 (mai 2024).
La mise en forme du texte ne suit pas les recommandations de Wikipédia : il faut le « wikifier ».
Les points d'amélioration suivants sont les cas les plus fréquents :
- Les titres sont pré-formatés par le logiciel. Ils ne sont ni en capitales, ni en gras.
- Le texte ne doit pas être écrit en capitales (les noms de famille non plus), ni en gras, ni en italique, ni en « petit »…
- Le gras n'est utilisé que pour surligner le titre de l'article dans l'introduction, une seule fois.
- L'italique est rarement utilisé : mots en langue étrangère, titres d'œuvres, noms de bateaux, etc.
- Les citations ne sont pas en italique mais en corps de texte normal. Elles sont entourées par des guillemets français : « et ».
- Les listes à puces sont à éviter, des paragraphes rédigés étant largement préférés. Les tableaux sont à réserver à la présentation de données structurées (résultats, etc.).
- Les appels de note de bas de page (petits chiffres en exposant, introduits par l'outil «  Source ») sont à placer entre la fin de phrase et le point final[comme ça].
- Les liens internes (vers d'autres articles de Wikipédia) sont à choisir avec parcimonie. Créez des liens vers des articles approfondissant le sujet. Les termes génériques sans rapport avec le sujet sont à éviter, ainsi que les répétitions de liens vers un même terme.
- Les liens externes sont à placer uniquement dans une section « Liens externes », à la fin de l'article. Ces liens sont à choisir avec parcimonie suivant les règles définies. Si un lien sert de source à l'article, son insertion dans le texte est à faire par les notes de bas de page.
- La présentation des références doit suivre les conventions bibliographiques. Il est recommandé d'utiliser les modèles {{Ouvrage}}, {{Chapitre}}, {{Article}}, {{Lien web}} et/ou {{Bibliographie}}. Le mode d'édition visuel peut mettre en forme automatiquement les références.
- Insérer une infobox (cadre d'informations à droite) n'est pas obligatoire pour parachever la mise en page.

Pour une aide détaillée, merci de consulter Aide:Wikification.
Si vous pensez que ces points ont été résolus, vous pouvez retirer ce bandeau et améliorer la mise en forme d'un autre article.
Kenneth Gyang né à Barkin Ladi est un cinéaste nigérian.

## Biographie
Kenneth Gyang, un cinéaste ngérien originaire de l'État du Plateau, au Nigeria, a poursuivi ses études en production cinématographique à l'Institut national du cinéma de Jos, et en écriture de scénarios à IMAGINE de Gaston Kaboré à Ouagadougou, au Burkina Faso . Deux de ses  courts métrages ainsi qu'un scénario intitulé "Game of Life" ont été sélectionnés pour le Berlinale Talent Campus 2006, tandis que "Mummy Lagos" a été chaleureusement accueilli en compétition officielle. Ce dernier a également été choisi pour le Sithengi Talent Campus lors du Cape Town World Cinéma Festival en Afrique du Sud.

## Honneurs et récompenses
Son film "Omule" a été honoré du  prix du meilleur film documentaire lors du premier Festival international du film des étudiants nigérians en 2006. De plus, "Mummy Lagos" s'est vu décerner le prix du meilleur film lors des Nigerian Field Society Awards, organisés par le Centre culturel allemand Goethe-Institut à Lagos ainsi que la Mention Spéciale du Jury au festival ANIWA au Ghana .En outre, il a reçu une Mention Spéciale du Jury au festival ANIWA au Ghana.
En 2006, Kenneth a été désigné comme le plus jeune réalisateur du Nigeria par le prestigieux magazine britannique BFM. Il a collaboré avec le BBC World Service Trust pour créer la série télévisée de haute qualité "Wetin Dey", qui a récemment été diffusée. Cette série a été présentée au Festival international de la télévision Emmy World à New York. De plus, il a travaillé avec Communicating For Change en tant que producteur associé sur "Bayelsian Silhouettes", une série de sept courts métrages sur le VIH / SIDA. Sa dernière réalisation est "Finding Aisha", une série télévisée qu'il a co-écrite, produite et réalisée pour la société de production nigériane Televista.
En 2013, Kenneth a fait ses débuts en tant que réalisateur de longs métrages avec Confusion Na Wa, une production de Tom Rowland Rees qui a été saluée par la critique. Le film a remporté les prix du meilleur film et du meilleur film nigérian aux AMAA Awards 2013. En 2014, il a également été nommé pour le Nollywood Movie Award de la meilleure photographie,(attribué à Yinka Edwards) et du meilleur réalisateur (décerné à Kenneth Gyang). "Confusion Na Wa" a également été honoré du prix du meilleur film aux Africa Motion Awards à Bayelsa. Pour ses contributions exceptionnelles aux arts et à la culture, Kenneth a été récompensé par le prix The Future Awards 2013. Par la suite, il a réalisé Blood and Henna, primé par l'AMAA, un film primé par l'AMAA, qui aborde la problématique de la méningite dans le nord du Nigeria.